# 谢尔盖·瑟尔佐夫
谢尔盖·伊万诺维奇·瑟尔佐夫（羅馬化：Sergey Ivanovich Syrtsov；1893年7月5日（儒略历7月17日）—1937年9月10日），苏共中央政治局候补委员、西伯利亚边疆委员会第一书记。1930年因反对斯大林的集体化运动而与维萨里昂·罗明纳兹卷入瑟尔佐夫-罗明纳兹事件。“大清洗”中被定为“瑟尔佐夫-罗明纳兹反党集团”遭到枪决，1957年被平反恢复党籍。